# غالفستون
غالفستون (بالإنجليزية: Galveston)، هي مدينة ساحلية ومنتجع بحري وميناء تقع على ساحل جنوب شرق تكساس في جزيرتي غالفستون وبيليكان في ولاية تكساس الأمريكية. تبلغ مساحة المدينة 211.31 ميل مربع (547.3 كم²)، ويبلغ عدد سكانها 53,695 نسمة حسب تعداد عام 2020، وهي مركز مقاطعة غالفستون وثاني أكبر بلدية في المقاطعة. تقع المدينة ضمن منطقة هيوستن–ذا وودلاندز–شوجر لاند الحضرية، في الطرف الجنوبي منها على الساحل الشمالي الغربي لخليج المكسيك.
سُميت غالفستون نسبة إلى القائد العسكري والسياسي الإسباني في القرن الثامن عشر برناردو دي غالفيس، كونت غالفيس الأول (1746–1786)، الذي وُلد في ماشارافايا، مالقة، في مملكة إسبانيا. تأسست أول مستوطنات أوروبية في غالفستون على جزيرة غالفستون حوالي عام 1816 على يد القرصان الفرنسي لويس-ميشيل أوري [الإنجليزية]، لدعم إمبراطورية المكسيك الوليدة في كفاحها من أجل الاستقلال عن إسبانيا، إلى جانب مستعمرات أخرى في نصف الكرة الغربي بأمريكا الوسطى والجنوبية في عقدي 1810 و1820. تأسس ميناء غالفستون عام 1825 بقرار من كونغرس المكسيك بعد استقلالها عن إسبانيا. كانت المدينة الميناء الرئيسي لبحرية تكساس الناشئة خلال ثورة تكساس عام 1836، وخدمت لاحقًا كعاصمة وطنية مؤقتة لجمهورية تكساس. في عام 1865، وصل الجنرال جوردون غرانجر إلى أشتون فيلا وأعلن لبعض آخر العبيد الأمريكيين الأفارقة أن العبودية لم تعد قانونية، ويُحتفل بهذا الحدث سنويًا في 19 يونيو، وهو العيد الفيدرالي المعروف بـ "جونتينث".
خلال القرن التاسع عشر، أصبحت غالفستون مركزًا تجاريًا رئيسيًا في الولايات المتحدة وواحدة من أكبر الموانئ الأمريكية. لفترة، كانت أكبر مدينة في تكساس، وعُرفت بـ "ملكة خليج المكسيك". دمرها إعصار غالفستون [الإنجليزية] غير المتوقع عام 1900، الذي تسبب في فيضانات هائلة وأمواج عاتية كادت تمحو المدينة بالكامل. تعتبر هذه الكارثة الطبيعية الأكثر دموية في تاريخ الولايات المتحدة، حيث قُدر عدد القتلى بين 6,000 و12,000 شخص. أعادت المدينة بناء نفسها خلال فترة الحظر (1919–1933) وأصبحت مركزًا سياحيًا ورائدًا في المقامرة غير القانونية، ولقبت بـ "دولة غالفستون الحرة" حتى نهاية هذه الحقبة في خمسينيات القرن العشرين مع تطورات اقتصادية واجتماعية لاحقة.
يرتكز اقتصاد غالفستون بشكل كبير على السياحة والرعاية الصحية والشحن والصناعات المالية. تضم المدينة حرم جامعة تكساس الطبية الذي تبلغ مساحته 84 فدانًا (34 هكتارًا) ويضم أكثر من 2,500 طالب، وهو قوة اقتصادية رئيسية في المدينة. تحتوي غالفستون على ستة أحياء تاريخية تضم واحدة من أكبر مجموعات المباني التاريخية ذات الأهمية في القرن التاسع عشر في الولايات المتحدة، مع أكثر من 60 مبنى مدرج في السجل الوطني للأماكن التاريخية، وتديره خدمة المتنزهات الوطنية التابعة لوزارة الداخلية الأمريكية.

## المناخ
يظهر الجدول التالي التغييرات المناخية على مدار السنة لغالفستون:
| البيانات المناخية لـغالفستون                                          | البيانات المناخية لـغالفستون | البيانات المناخية لـغالفستون | البيانات المناخية لـغالفستون | البيانات المناخية لـغالفستون | البيانات المناخية لـغالفستون | البيانات المناخية لـغالفستون | البيانات المناخية لـغالفستون | البيانات المناخية لـغالفستون | البيانات المناخية لـغالفستون | البيانات المناخية لـغالفستون | البيانات المناخية لـغالفستون | البيانات المناخية لـغالفستون | البيانات المناخية لـغالفستون |
| الشهر                                                                 | يناير                        | فبراير                       | مارس                         | أبريل                        | مايو                         | يونيو                        | يوليو                        | أغسطس                        | سبتمبر                       | أكتوبر                       | نوفمبر                       | ديسمبر                       | المعدل السنوي                |
| --------------------------------------------------------------------- | ---------------------------- | ---------------------------- | ---------------------------- | ---------------------------- | ---------------------------- | ---------------------------- | ---------------------------- | ---------------------------- | ---------------------------- | ---------------------------- | ---------------------------- | ---------------------------- | ---------------------------- |
| الدرجة القصوى °ف (°م)                                                 | 79 (26)                      | 83 (28)                      | 89 (32)                      | 95 (35)                      | 94 (34)                      | 100 (38)                     | 101 (38)                     | 100 (38)                     | 104 (40)                     | 94 (34)                      | 85 (29)                      | 81 (27)                      | 104 (40)                     |
| الحد الأقصى المتوسط °ف (°م)                                           | 73.4 (23.0)                  | 74.6 (23.7)                  | 78.2 (25.7)                  | 83.2 (28.4)                  | 87.7 (30.9)                  | 91.2 (32.9)                  | 93.0 (33.9)                  | 95.2 (35.1)                  | 93.0 (33.9)                  | 87.1 (30.6)                  | 80.8 (27.1)                  | 75.2 (24.0)                  | 95.9 (35.5)                  |
| متوسط درجة الحرارة الكبرى °ف (°م)                                     | 61.8 (16.6)                  | 64.3 (17.9)                  | 70.2 (21.2)                  | 75.9 (24.4)                  | 83.0 (28.3)                  | 88.2 (31.2)                  | 89.6 (32.0)                  | 90.3 (32.4)                  | 87.4 (30.8)                  | 80.6 (27.0)                  | 71.6 (22.0)                  | 63.9 (17.7)                  | 77.2 (25.1)                  |
| متوسط درجة الحرارة الصغرى °ف (°م)                                     | 48.6 (9.2)                   | 50.9 (10.5)                  | 56.6 (13.7)                  | 64.4 (18.0)                  | 72.3 (22.4)                  | 77.5 (25.3)                  | 79.4 (26.3)                  | 79.7 (26.5)                  | 75.9 (24.4)                  | 68.1 (20.1)                  | 58.6 (14.8)                  | 50.7 (10.4)                  | 65.2 (18.4)                  |
| الحد الأدنى المتوسط °ف (°م)                                           | 34.3 (1.3)                   | 36.8 (2.7)                   | 42.6 (5.9)                   | 50.8 (10.4)                  | 62.6 (17.0)                  | 70.5 (21.4)                  | 73.2 (22.9)                  | 72.9 (22.7)                  | 64.8 (18.2)                  | 53.6 (12.0)                  | 42.9 (6.1)                   | 34.4 (1.3)                   | 28.9 (−1.7)                  |
| أدنى درجة حرارة °ف (°م)                                               | 11 (−12)                     | 8 (−13)                      | 26 (−3)                      | 38 (3)                       | 50 (10)                      | 57 (14)                      | 66 (19)                      | 67 (19)                      | 52 (11)                      | 39 (4)                       | 26 (−3)                      | 14 (−10)                     | 8 (−13)                      |
| معدل هطول الأمطار إنش (مم)                                            | 4.20 (107)                   | 2.57 (65)                    | 3.16 (80)                    | 3.05 (77)                    | 4.32 (110)                   | 5.69 (145)                   | 3.80 (97)                    | 4.39 (112)                   | 6.03 (153)                   | 5.52 (140)                   | 4.51 (115)                   | 3.52 (89)                    | 50.76 (1٬289)                |
| ساعات سطوع الشمس الشهرية                                              | 145.0                        | 163.4                        | 209.0                        | 225.5                        | 265.7                        | 298.5                        | 309.0                        | 280.4                        | 237.9                        | 237.2                        | 176.9                        | 150.5                        | 2٬699                        |
| نسبة وصول أشعة الشمس                                                  | 44                           | 52                           | 56                           | 58                           | 63                           | 71                           | 72                           | 69                           | 64                           | 67                           | 55                           | 47                           | 61                           |
| المصدر #1: NOAA (sun 1961–1990)                                       |                              |                              |                              |                              |                              |                              |                              |                              |                              |                              |                              |                              |                              |
| المصدر #2: The Weather Channel The Washington Post (June record high) |                              |                              |                              |                              |                              |                              |                              |                              |                              |                              |                              |                              |                              |

## توأمة
لغالفستون اتفاقيات توأمة مع كل من:
- مالقة
- ستافانغر
- نيغاتا

## أعلام بارزون
- ألبرت لاسكر